# Ruby Pickens Tartt
Ruby Pickens Tartt (Livingston, 13 gennaio 1880 – York, 29 settembre 1974) è stata un'antropologa e scrittrice statunitense, nota per il suo impegno nel presevare la cultura afroamericana raccogliendo testimonianze, storie e canzoni per il Works Progress Administration e la Biblioteca del Congresso.
Nel 1980 venne inserita nella Alabama Women's Hall of Fame.

## Biografia

### Primi anni ed educazione
Ruby Pickens nacque il 13 gennaio 1880 a Livingston, in Alabama, come figlia minore di un coltivatore di cotone. Frequentò la Livingston Female Academy, seguita dal Sophia Newcomb College e successivamente dalla University of West Alabama, dove studiò con Julia Tutwiler, prima e unica presidente donna dell'istituto.
Nel 1901 si trasferì a New York, dove studiò arte alla Parsons The New School For Design; lì conobbe William Merritt Chase, noto pittore impressionista. Tartt sviluppò il proprio stile basandosi sull'abitudine di Chase di dipingere direttamente sulla tela senza fare degli abbozzi preparativi. In seguito insegnerà arte nella sua città natale.
Si sposò il 18 ottobre 1904 con il banchiere William Pratt Tartt: i due ebbero una figlia, Fannie Pratt Tartt, nata il 21 giugno 1906.

### I primi lavori e le prime registrazioni musicali
Durante gli anni della Grande depressione la famiglia Tartt stava passando un periodo difficile economicamente. Ruby riuscì a trovare un posto di lavoro al Works Progress Administration di York. Nel 1936 ottenne l'incarico di presidente della sezione di Sumter del Federal Writers' Project, un progetto del governo creato per fornire lavoro a scrittori disoccupati durante la Grande Depressione: sfruttò questo posto di lavoro per raccogliere storie di vita, storie, tradizioni e canzoni degli ex schiavi della zona. Il suo lavoro fu notato dall'etnomusicologo John Lomax, che allora stava registrando canzoni per la Biblioteca del Congresso. Nel 1937 i due intrapresero insieme una spedizione nella contea di Sumter con l'obiettivo di raccogliere testimonianze e registrare canzoni popolari: la spedizione fu un successo, e vennero registrati circa trecento brani. Tartt intraprese altre spedizioni, sia in solitario che con Lomax, in modo da raccogliere altro materiale per l'archivio delle canzoni popolari presente nella Biblioteca del Congresso. Al 1940, la coppia raccolse oltre ottocento canzoni e più di ottanta scatti fotografici dei cantanti. Tra loro era presente anche Vera Hall, concittadina di Tartt oggi considerata una delle migliori cantanti folk statunitensi.
Tartt continuò a lavorare con Lomax e suo figlio Alan, anch'egli folklorista, alle raccolte musicali Afro-American Spirituals, Work Songs, and Ballads e Afro-American Blues and Game Songs. Lavorò anche con la folklorista Ellie Seigmeister e con il professore di musica dell'Università dell'Alabama Byron Arnold, al quale fornì materiale per la sua collezione  intitolata Folksongs of Alabama. Tartt fornì anche materiale per l'antologia New American Songbag di Carl Sandburg, futuro vincitore del Premio Pulitzer.

### La svolta nella scrittura e la morte
Negli anni Quaranta Tartt si dedicò alla scrittura di libri di narrativa, spesso basati sui materiali che aveva raccolto durante i suoi anni alla Works Progress Administration. Nel 1945 il suo racconto A Pair of Blue Stockings fu incluso nelle raccolte di Houghton Mifflin Best American Short Stories e Yearbook of the American Short Story. In seguito, Tartt firmò un contratto con la casa editrice per una raccolta di storie basata sul folklore meridionale; tuttavia, il libro non venne pubblicato. Nel 1945, a seguito di un tornado, perse la casa, gran parte dei suoi appunti e si ferì alla mano destra. Continuò ugualmente a scrivere e dipingere, sebbene con difficoltà.
Ricevette alcune royalties per alcune registrazioni basate sulle sue scoperte, in particolare dal The Kingston Trio e da Harry Belafonte, ma non abbastanza da renderla finanziariamente indipendente. Si mantenne come bibliotecaria fino al 1964, in una libreria della contea di Sumter. Passò i suoi ultimi anni in una casa di riposo fino al giorno della sua morte, il 29 settembre 1974. Tartt venne seppellita al cimitero Myrtlewood di Livingston.

## Eredità
Nel 1975 la biblioteca pubblica di Livingston venne rinominata Ruby Pickens Tartt Library in suo onore.